# Morenita Rey
Morenita Rey (Rosario, Santa Fe, Argentina; 1928-Caracas,
Venezuela; 1966) fue una actriz y cantante de tango argentina.

## Carrera
Perteneciente a una familia de artistas, su madre fue la actriz y cancionista española Amelia Lamarque, su padre el escritor y poeta argentino, Serviliano Molina, creador del poema gaucho teatral Santos Vega, y su tía la "Reina del Tango" la actriz y cantante Libertad Lamarque.
Comenzó su carrera a los seis años en el circo de su padre y luego continuó como actriz y actriz infantil. Ya adolescente, se convirtió en cantante de tango y posteriormente desarrolló un amplio repertorio que iba desde la música clásica hasta los populares boleros.
Tuvo una sola incursión como actriz en la cinematografía argentina con la película Cinco grandes y una chica, dirigida por Augusto César Vatteone, y protagonizada por Los Cinco Grandes del Buen Humor y Laura Hidalgo.
También fue actriz dramática, además de comediante, habiendo trabajado, entre otros, con el actor Amador Bendayan y la dramaturga Juana Sujo. Morenita finalmente fundó su propia escuela de actuación en Caracas.
Cantó con artistas legendarios como Mario Canaro, Lola Flores y Toña la Negra, y trabajó estrechamente con los compositores Alexis Brau y Mariano Mores.
Debido a su característica y dulce voz, tuvo gran éxito tanto en su país como en Venezuela, país en el que residió hasta su prematura muerte. Interpretó decenas de tangos, baladas melódicas y milongas. En 1954 tuvo la oportunidad de cantar en los coros del tema de ritmo jíbaro del cantante puertorriqueño Daniel Santos, Ataque Compay.
Morenita Rey falleció sorpresivamente a la edad de 38 años tras un accidente cerebrovascular en 1966. Le sobrevivieron su esposo, el empresario Guillermo Arenas y sus dos hijas, la escritora Amelia Arenas y otra apodada Pelusa. Su nieta es la bailarina venezolana de flamenco Barbara Martínez.

## Filmografía
- 1950: Cinco grandes y una chica.

## Tangos interpretados
- La leyenda de un beso.
- Vanidad.
- Noche de lluvia.
- Nunca.
- Busco.
- Por siempre jamás
- La renega.
- Playera.
- A unos ojos
- Volvemos a querernos
- Tus Ojos
- Papacito